# Federazione calcistica delle Isole Cayman
La Federazione calcistica delle isole Cayman, ufficialmente Cayman Islands Football Association (CIFA), fondata nel 1966, è il massimo organo amministrativo del calcio nelle Isole Cayman. Affiliata alla FIFA e alla CONCACAF dal 1992, essa è responsabile della gestione del campionato di calcio e della nazionale di calcio dell'arcipelago.